# Wanda Maximoff (Universo Cinematográfico Marvel)
Wanda Maximoff é uma personagem fictícia interpretada por Elizabeth Olsen na franquia de mídia Universo Cinematográfico Marvel (UCM) baseada no personagem da Marvel Comics de mesmo nome. Wanda é retratada como uma refugiada sokoviana que, junto com seu irmão gêmeo Pietro, se voluntaria para ser experimentada pela Hidra. A Joia da Mente amplifica suas habilidades naturais de telecinética e manipulação de energia conhecidas como Magia do Caos. Wanda inicialmente entra em conflito com os Vingadores mas depois se junta a eles e se torna um dos membros mais poderosos. Ela desenvolve um relacionamento romântico com Visão, e após sua morte e o Blip, Wanda se torna mentalmente instável e usa suas habilidades para manipular uma cidade inteira em uma falsa realidade que ela cria ao seu gosto. Isso a coloca em conflito com a S.W.O.R.D. e Agatha Harkness, fazendo com que ela eventualmente liberte a cidade e use seus poderes latentes quando ela assume o antigo título de Feiticeira Escarlate. Pouco depois disso, ela tenta capturar America Chavez para extrair seus poderes para assumir o multiverso (ao custo da vida de Chavez) e estar com versões alternativas de seus filhos, Billy e Tommy, que ela criou em sua falsa realidade, colidindo com Stephen Strange e seus aliados no processo.
Wanda foi apresentada pela primeira vez no Universo Cinematográfico Marvel em uma participação não creditada em Capitão América: O Soldado Invernal (2014) e, até 2022, apareceu em seis filmes da série. Ela possui um papel principal na minissérie WandaVision (2021). Versões alternativas da personagem aparecem na série animada What If...? (2021) e no filme Doutor Estranho no Multiverso da Loucura (2022).

## Antecedentes
A Feiticeira Escarlate estreou, ao lado de seu irmão gêmeo, Mercúrio, como parte da Irmandade de Mutantes do Mal em X-Men #4 (março de 1964). Eles foram descritos como vilões relutantes, desinteressados nas ideologias de Magneto. A Feiticeira Escarlate foi retratada como introvertida e desdenhosa de seus companheiros de equipe. Stan Lee, autor da história em quadrinhos dos Vingadores, compôs a equipe dos heróis mais proeminentes da Marvel. No entanto, ele eventualmente alterou a lista da equipe, removendo todos, exceto o Capitão América, e adicionou vilões de outros quadrinhos: a Feiticeira Escarlate e Mercúrio dos X-Men, e Gavião Arqueiro do Homem de Ferro, aventuras de Tales of Suspense. A equipe era conhecida como "Cap's Kooky Quartet". Embora comum em anos posteriores, tal mudança na lista de um grupo de super-heróis foi completamente sem precedentes. A Feiticeira Escarlate agora se tornaria um membro duradouro da equipe.
Alguns anos depois, o escritor dos Vingadores, Roy Thomas, iniciou um relacionamento romântico de longa data entre a Feiticeira Escarlate e o Visão, considerando que isso ajudaria no desenvolvimento do personagem da série. Ele selecionou esses personagens porque eles foram publicados apenas na história em quadrinhos dos Vingadores, então não interferiria em outras publicações.

### Adaptação e aparições
Na década de 1990, a Marvel licenciou os direitos de filmagem dos X-Men e conceitos relacionados, como mutantes, para a 20th Century Fox. A Fox criou uma série de filmes baseada na franquia. Anos depois, a Marvel iniciou sua própria franquia de filmes, o Universo Cinematográfico Marvel, focado nos personagens que não haviam licenciado para outros estúdios, como os Vingadores. O núcleo principal dessa franquia foram os Vingadores, tanto em filmes independentes quanto no bem-sucedido Os Vingadores, Mercúrio e Feiticeira Escarlate foram disputados por ambos os estúdios. A Fox reivindicaria os direitos sobre eles porque ambos eram mutantes e filhos de Magneto, o vilão da maioria de seus filmes, e a Marvel reivindicaria esses direitos porque a história editorial dos personagens dos quadrinhos está mais associada aos Vingadores do que aos X-Men. Os estúdios fizeram um acordo para que ambos usassem os personagens. Foi feito com a condição de que as tramas não fizessem referência às propriedades do outro estúdio: os filmes da Fox não podem mencioná-los como membros dos Vingadores, e os filmes da Marvel não podem mencioná-los como mutantes ou filhos de Magneto. Apesar deste acordo, os filmes da série Fox X-Men não apresentavam a Feiticeira Escarlate.
Em maio de 2013, Joss Whedon considerou Saoirse Ronan sua atriz "protótipo" para o papel, mas em agosto daquele ano, Elizabeth Olsen havia sido escalada para o papel. Desde então, Olsen interpretou Wanda Maximoff no Universo Cinematográfico Marvel. Olsen observou que quando Joss Whedon lhe ofereceu o papel, ele disse "[quando] você for para casa e pesquisar no Google, saiba que você nunca terá que usar o que ela usa nos quadrinhos",  e, de acordo com isso, o traje de quadrinhos de Wanda foi ignorado em favor de roupas mais casuais. Ela apareceu pela primeira vez, assim como Mercúrio, em uma  cena pós créditos do filme Capitão América: O Soldado Invernal como a prisoneira do Barão von Strucker A Feiticeira Escarlate se tornou um personagem coadjuvante no filme Vingadores: Era de Ultron, onde os irmãos inicialmente conspiram com Ultron (James Spader), um reflexo de seus papéis iniciais de vilões nos quadrinhos, mas depois desertam para os Vingadores. um reflexo de seus papéis iniciais de vilões nos quadrinhos, mas depois desertam para os Vingadores. Pietro morre no conflito que se seguiu enquanto Wanda passa a se tornar um membro dos Vingadores do e Time do Capitão América. Ela aparece no filme Capitão América: Guerra Civil. Tanto Olsen quanto Aaron Taylor-Johnson multiplos acordos assinados. Olsen reprisa o papel no filme Avengers: Infinity War e sua sequência Avengers: Endgame e aparecerá no próximo filme Doutor Estranho no Multiverso da Loucura Nos filmes, seus poderes são habilidades telecinéticas e telepáticas, que ela ganhou ao se voluntariar como cobaia em experimentos da Hidra para criar supersoldados, expondo-a à Joia da Mente, Portanto, ela e seu irmão são descritos nos filmes como "humanos aprimorados", em oposição aos mutantes que ocorrem naturalmente nos quadrinhos.
Em setembro de 2018, a Marvel Studios começou a desenvolver várias séries limitadas para o serviço de streaming da Disney, o Disney+, centradas em personagens de "segunda camada" dos filmes do Universo Cinematográfico da Marvel que não tinham e provavelmente não estrelariam seus próprios filmes, como Feiticeira Escarlate, com Elizabeth Olsen esperada para reprisar seu papel.  O título deste show foi revelado mais tarde como WandaVision, co-estrelado por Paul Bettany como o Visão. Estreou em janeiro de 2021. Como o show tem como premissa Wanda e Vision aparecendo em uma sitcom (aparentemente construída por Wanda para escapar de sua dor pela morte de Vision no mundo real), sua aparência ao longo da série reflete os estilos de roupas de personagens de sitcom em diferentes décadas do gênero. No final, tendo abraçado totalmente sua identidade como a Feiticeira Escarlate, Wanda ganha um novo traje refletindo uma versão modernizada de sua contraparte cômica.

## Caracterização

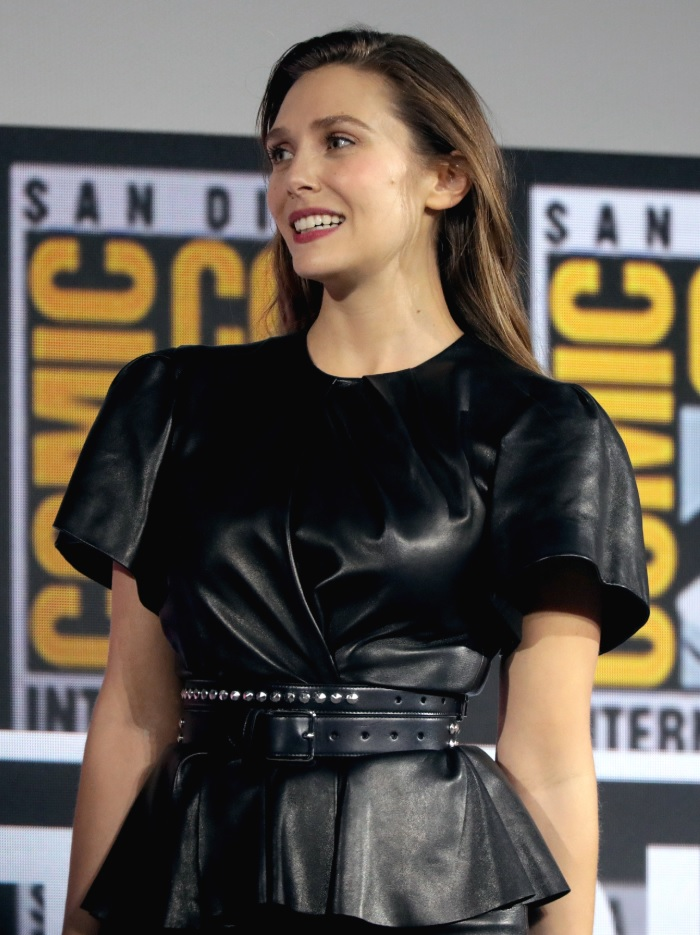
Elizabeth Olsen na Comic-Con 2019, promovendo Doutor Estranho no Multiverso da Loucura

Wanda é totalmente apresentada pela primeira vez em Avengers: Age of Ultron como a irmã gêmea de Pietro Maximoff, que pode se envolver em hipnose e telecinese. Olsen sentiu que Wanda estava "excessivamente estimulada" em vez de "mentalmente insana" porque "ela tem uma quantidade tão grande de conhecimento que é incapaz de aprender a controlá-lo. Ninguém a ensinou a controlá-lo adequadamente. .. ela pode se conectar a este mundo e mundos paralelos ao mesmo tempo, e tempos paralelos". Descrevendo os poderes de controle da mente de seu personagem, Olsen disse que o personagem é capaz de fazer mais do que manipular a mente de alguém, com a Feiticeira Escarlate capaz de "sentir e ver o que sente e vê" projetando visões que nunca viu. Olsen expandiu isso, dizendo: "O que eu amo nela é que, em tantos filmes de super-heróis, as emoções são meio que negadas, mas para ela tudo o que outra pessoa poderia sentir - como seus momentos mais fracos - ela fisicamente passa por isso. mesma experiência com eles, o que é muito legal". Olsen baseou-se em seu relacionamento com seu irmão mais velho e suas irmãs para se preparar para o papel, além de buscar inspiração nos quadrinhos. Olsen revelou que Whedon foi inspirado por dançarinos como forma de representar visualmente como o personagem se move. Como tal, Olsen treinou principalmente com a dançarina Jennifer White em vez do treinamento tradicional de dublês
Em Capitão América: Guerra Civil, Wanda se alia a Steve Rogers contra os Acordos de Sokovia.
De acordo com Olsen, a personagem está "chegando a si mesma e começando a entender e ter conflito com a forma como ela quer usar suas habilidades". Como tal, o traje de Wanda era "relativamente casual" e "mais baseado em roupas do que em super-heróis", de acordo com Makovsky, já que os irmãos Russo acreditavam que Wanda ainda não era uma Vingadora de pleno direito. Quando perguntada sobre a relação entre sua personagem e o Visão em comparação com os quadrinhos, Olsen disse: "Você aprende um pouco mais sobre o que conecta [Wanda e Visão] neste filme. E acho que há alguns momentos muito doces entre Paul e eu. , e é mais sobre como eles se relacionam e suas semelhanças apenas com base em seus superpoderes".
Em Avengers: Infinity War, Olsen explica que Wanda e Visão mantiveram um romance enquanto Wanda permanece escondida e estão "tentando dentro desse tempo encontrar pontos de encontro em lugares diferentes para tentar avançar nosso relacionamento". Paul Bettany descreveu-o como o arco mais emocional para os personagens. Nos primeiros rascunhos de Infinity War e Endgame, os roteiristas fizeram Wanda sobreviver ao estalo e participar mais substancialmente dos eventos de Endgame, enquanto ainda lamentava a morte de Visão, mas esse ângulo acabou sendo descartado porque "ela conseguiu tanta milhagem e história no primeiro filme que ela realmente não tinha nada que igualasse isso no segundo".
Em WandaVision, Olsen disse que o personagem é mais alinhado com a versão dos quadrinhos, incluindo retratando sua doença mental, enquanto introduz o apelido de "Feiticeira Escarlate" que não foi usado anteriormente no Universo Cinematográfico da Marvel (UCM). O produtor executivo da Marvel Studios, Kevin Feige, disse que a série explora a extensão e origem dos poderes de Wanda. Olsen sentiu que sua "propriedade" de Wanda foi fortalecida durante o desenvolvimento da série, o que lhe permitiu explorar novas partes da personalidade da personagem, como seu humor e ousadia. Ela ficou emocionada que WandaVision se concentra em Wanda em vez de torná-la uma personagem coadjuvante como nos filmes, e foi vendida para ingressar na série quando Feige mencionou histórias em quadrinhos específicas da Feiticeira Escarlate que inspiraram WandaVision. Olsen foi influenciada por Mary Tyler Moore , Elizabeth Montgomery e Lucille Ball por sua performance. Michaela Russell interpreta uma jovem Wanda.

## Biografia fictícia

### Infância e origem
Wanda Maximoff nasceu em 1989 em Sokovia, na Europa Oriental, sem saber que nasceu bruxa e, sem saber, se envolveria em magia hexadecimal básica quando criança. Ela cresceu com seu irmão gêmeo Pietro e seus pais em um apartamento durante uma guerra. Ela gostava de assistir comédias americanas, que seu pai vendia em caixas de DVD para que sua família pudesse praticar o inglês na esperança de migrar para a América. Mas os pais de Wanda são mortos quando um míssil atingiu seu apartamento, com ela e Pietro presos dentro do prédio danificado por dois dias. Enquanto uma segunda Indústria Starkmíssil voou, ele nunca disparou, pois Wanda inconscientemente lançou um feitiço de probabilidade que o transformou em um fracasso. Quando Wanda e Pietro eram jovens adultos, eles se voluntariaram para o programa de aprimoramento Hidra supervisionado pelo Barão Wolfgang von Strucker. A exposição à Joia da Mente deu a Wanda habilidades psíquicas enquanto amplificava e aumentava muito sua magia, com Wanda e Pietro sendo os únicos sobreviventes dos experimentos de Strucker.

### Tornando-se uma Vingadora
Em 2015, Wanda usa suas habilidades telepáticas para interferir nos Vingadores – Tony Stark, Steve Rogers, Thor, Bruce Banner, Natasha Romanoff e a invasão de Clint Barton às instalações da Hidra. Pouco depois, Ultron recruta Wanda e Pietro, que responsabilizam Stark pela morte de seus pais pelas armas de sua empresa, para trabalhar para ele. Em Joanesburgo, Wanda subjuga a maioria dos Vingadores com visões assombrosas, fazendo com que Banner se transforme no Hulk e invada a cidade. Ultron viaja para Seul e usa o cetro para escravizar a Dra. Helen Cho, usando sua tecnologia de tecido sintético, vibranium e a Pedra da Mente para criar um novo corpo. Enquanto Ultron se carrega no corpo, Wanda aproveita a oportunidade para finalmente ler sua mente e descobre seu plano para a extinção humana. Ela e Pietro se voltam contra Ultron durante a luta subsequente com os Vingadores para recuperar o novo corpo e se juntam aos Vingadores na Torre dos Vingadores. Depois que Stark, Banner e Thor cooperam para transformar o corpo sintético capturado na " Visão", Wanda e Pietro vão com os Vingadores para Sokovia, onde Ultron usou o vibranium restante para construir uma máquina para levantar grande parte da capital para o céu, com a intenção de derrubá-la no chão para causar a extinção global. seu papel no esquema de Ultron até Barton fazer amizade e encorajá-la a se juntar aos Vingadores na luta contra Ultron. Wanda se junta à luta e mais tarde sente a morte de Pietro, abandonando seu posto para destruir o corpo primário de Ultron, o que permite que um de seus drones ative a máquina Visão resgata Wanda do colapso do centro da cidade. Depois, os Vingadores estabelecem uma nova equipe no Complexo dos Vingadores liderada por Rogers e Romanoff, com Wanda, Visão, James Rhodes e Sam Wilson.
Algum tempo depois, Visão visita Wanda em seu quarto enquanto ela assiste a uma comédia e a conforta com a morte de Pietro, assegurando-lhe que a dor que sente por perder sua família significava que ela ainda os amava.

### Tratado de Sokovia
Em 2016, Rogers, Romanoff, Wilson e Wanda impedem Brock Rumlow de roubar uma arma biológica de um laboratório em Lagos . Rumlow se explode, tentando matar Rogers, mas Wanda contém telecineticamente a explosão e a joga para cima, matando acidentalmente vários trabalhadores humanitários de Wakanda, para sua consternação. Como resultado, o secretário de Estado dos Estados Unidos, Thaddeus Ross, informa aos Vingadores que a Organização das Nações Unidas (ONU) está se preparando para aprovar os Acordos de Sokovia, que estabelecerá um painel da ONU para supervisionar e controlar a equipe. Wanda é confinada por Stark para permanecer no Complexo dos Vingadores, onde ela é vigiada por Visão, que tenta confortá-la e os dois começam a desenvolver sentimentos românticos um pelo outro. Rogers e Wilson ficam desonestos para ajudar Bucky Barnes e enviam Barton para recuperar Wanda, que rejeita as tentativas de Visão de detê-la e vai com Barton. Eles pegam Scott Lang e encontram a equipe de Rogers no Aeroporto de Leipzig/Halle, na Alemanha, mas são interceptados pela equipe de Stark onde lutam, até que Romanoff permite que Rogers e Barnes escapem. Wanda, Barton, Wilson e Lang são capturados e detidos na Balsa por Ross, até que Rogers os liberta.

### Guerra Infinita e ressurreição
Em 2018, Wanda e Visão começaram um relacionamento romântico enquanto viviam escondidos em Edimburgo. Eles são emboscados por Proxima Midnight e Corvus Glaive, membros dos Filhos de Thanos enviados para recuperar a Joia da Mente. Rogers, Romanoff e Wilson os resgatam e os levam para o Complexo dos Vingadores, encontrando Rhodes e Banner. Visão pede a Wanda para destruir a Pedra, mas ela se recusa. Rogers sugere que eles viajem para Wakanda, que ele acredita ter os recursos para remover a Pedra sem destruir Visão. Enquanto Shuri trabalha para extrair a Joia da Mente de Visão, Wanda é encarregada de ficar e vigiar Visão até que a Joia saia. Depois dos Outridersinvadir e dominar os Vingadores no campo de batalha, Wanda deixa seu posto para ajudar seus companheiros de equipe, matando Proxima Midnight no processo. Ela então testemunha a chegada de Thanos e é forçada a destruir a Joia da Mente e Visão, mas seus esforços são desfeitos quando Thanos usa a Joia do Tempo para reverter suas ações e rasga a Joia da Mente reparada da testa de Visão, matando-o. Thanos nocauteia Wanda horrorizada e ativa a Manopla do Infinito completa, estala os dedos e Wanda se desintegra.
Cinco anos depois, Wanda é restaurada à vida e é transportada através do portal para o Complexo dos Vingadores destruído para se juntar à batalha final contra um Thanos alternativo. Wanda o confronta diretamente, sendo a primeira a dominá-lo com sucesso. Wanda também ajuda Carol Danvers enquanto ela tenta transportar o Nano Gauntlet para o túnel Quantum. Wanda então testemunha Stark se sacrificar para derrotar o exército alienígena. Uma semana depois, Wanda vai ao funeral de Stark e se reúne com Barton.

### A Vida em Westview

#### O programa Hex
No dia seguinte, Wanda vai à sede da SWORD na Flórida para recuperar o corpo de Visão. Depois de se encontrar com o diretor interino de SWORD, Tyler Hayward , ela vê Visão sendo desmontada e percebe que não pode mais senti-lo. Ela sai e dirige para a cidade suburbana de Westview, Nova Jersey , para ver um terreno baldio que a Visão havia comprado em 2018 para os dois "envelhecerem". Superada pela dor, Wanda acidentalmente desencadeia ondas de magia do caosque transforma Westview em uma falsa realidade com tema de sitcom, isolada do mundo exterior por uma barreira hexagonal. Ela materializa uma nova versão de Visão que carece de memórias anteriores e começa a viver no Hex, onde ela e Visão são recém-casados e tentam viver sua vida suburbana ideal.
Wanda tenta fazer amizade com seus vizinhos enquanto ocasionalmente precisa esconder os poderes dela e de Visão. Ela logo fica visivelmente grávida. À medida que a gravidez de Wanda avança, ela encontra Monica Rambeau, que foi absorvida pelo Hex e recebeu o novo nome de "Geraldine". Rambeau ajuda Wanda a dar à luz os gêmeos Tommy e Billy. No entanto, durante a conversa subsequente, quando Wanda menciona Pietro, Rambeau fala sobre sua morte nas mãos de Ultron. Percebendo o pingente SWORD de Rambeau, Wanda a lança telecineticamente para fora de Westview. Quando Visão retorna momentos depois, ele aparece como um cadáver antes que Wanda o redefina.

### Caçada pela S.W.O.R.D
À medida que os filhos de Wanda envelhecem rapidamente, SWORD envia um drone, armado com um míssil, para Westview na tentativa de matar Wanda. Enfurecida, Wanda sai do Hex, avisa Hayward para deixá-la em paz e enfatiza seu ponto hipnotizando os agentes de Hayward para treinar suas armas nele. Rambeau, que simpatiza com Wanda, tenta oferecer ajuda, mas é rejeitado. De volta a Westview, Wanda entra em uma discussão acalorada com Visão quando descobre a verdade depois de ler um comunicado da SWORD no trabalho. A discussão é interrompida quando aparece um homem que diz ser Pietro. Durante o festival de Halloween da cidade, Wanda revela a "Pietro" que ela não sabe o que aconteceu com ela, exceto que ela se sentiu sozinha e vazia, o que aparentemente a fez criar o Hex. Quando Wanda descobre que Visão violou a barreira hexagonal e está morrendo, Darcy Lewis.

### Batalha de Westview
Depois de expandir o Hex, Wanda começa a perder o controle da realidade alterada e começa a ter um colapso mental. Ela fica indignada ao ver Rambeau novamente em Westview, que tenta avisá-la sobre Hayward, pois descobriu evidências de que Hayward pretende reviver Visão como uma arma. Antes que eles possam falar mais, a vizinha de Wanda, "Agnes", os interrompe e leva Wanda para sua casa, apenas para atraí-la para um porão, onde ela revela sua verdadeira identidade como a feiticeira Agatha Harkness, Harkness coloca Wanda em transe, levando Wanda através de seu passado. Ela é forçada a reviver suas memórias de trauma e o que ela perdeu ao longo de sua vida com a morte de seus pais, a morte de Pietro, Visão e sua nova casa no Complexo dos Vingadores. Harkness a libera do transe e Wanda sai de sua casa, apenas para encontrar Harkness segurando Tommy e Billy em cativeiro na rua. Harkness zomba de Wanda por não conhecer toda a extensão de suas próprias habilidades antes de revelar que seus poderes são na verdade magia do caos, o que torna Wanda a infame e lendária "Feiticeira Escarlate", capaz de alterar espontaneamente a realidade e tecer vários feitiços de alto nível que são executados automaticamente. Wanda ataca Harkness, que revela sua capacidade de absorver poder mágico. Depois de libertar seus filhos, Wanda é enganada e atacada pelo Visão real reativado, que tem foi enviado por Hayward para matá-la, mas o Hex "Vision" de Wanda o afasta.
Wanda entra na praça da cidade de Westview e é atacada por Harkness, que a informa sobre um capítulo no Darkhold dedicado a ela, e afirma que ela é ainda mais poderosa que o Feiticeiro Supremo., e que ela está destinada a destruir o mundo como a "Harbinger of Chaos". Harkness então liberta os moradores de Westview da influência de Wanda, permitindo que eles revelem a Wanda que seu feitiço está fazendo com que eles experimentem sua dor e pesadelos reprimidos. Oprimida pelos moradores exigindo respostas, Wanda acidentalmente perde o controle de seus poderes e os sufoca. Horrorizada com a percepção do que ela fez, Wanda começa a derrubar o Hex, mas o restaura quando Hex “Vision”, Tommy e Billy começam a desaparecer. Os agentes da SWORD e Hayward se infiltram em Westview, e depois que Harkness os ataca, Wanda os salva e persegue Harkness no topo de um prédio. Lá, Wanda tenta prender Harkness em uma alucinação de seu julgamento em Salem de 1693 , mas o tiro sai pela culatra.
Harkness assume o controle da alucinação e tenta convencer Wanda a entregar seus poderes, mas Wanda os empurra para fora da ilusão. Levando a luta para o céu, Wanda permite que Harkness roube todos os seus poderes. No entanto, quando Harkness tenta matar Wanda, mas descobre que seus poderes não funcionam mais. É revelado que Wanda imprimiu runas de proteção nos limites do Hex, tornando a magia de Harkness impotente. Wanda finalmente reivindica sua verdadeira identidade como a Feiticeira Escarlate e aprisiona Harkness em Westview como "Agnes" depois de informá-la que ela voltaria se precisasse dela. Ela derruba o Hex e diz adeus em lágrimas a Tommy, Billy e Hex “Vision”. De pé no lote vazio da casa, ela entra na praça da cidade sob o olhar odioso dos moradores de Westview e encontra um simpático Rambeau. Wanda pede desculpas pela dor que causou e promete entender melhor seus poderes. Ela e Rambeau se despedem e Wanda voa para longe de Westview, fugindo para viver remotamente em uma cabana na montanha. Lá, ela estuda o Darkhold para aprender mais sobre seus poderes, antes de ouvir seus filhos gritarem por ajuda, fazendo com que ela fique alarmada.

### Corrompida pelo Darkhold
Em 2025, depois de ser possuída pelo Darkhold, Wanda é visitada pelo Dr. Stephen Strange. Depois que ele conta a ela sobre America Chavez, que tem a capacidade de viajar pelo multiverso, Wanda acidentalmente revela que ela já sabe sobre Chavez antes de dizer a Strange sua intenção de usar o poder de Chavez para estar com Billy e Tommy novamente. Strange se recusa a entregar Chavez a Wanda, então ela ataca Kamar-Taj. Durante o ataque, Chavez e Strange escapam para um universo alternativo designado "Terra-838", mas Wanda conduz um feitiço do Darkhold para encontrar e possuir o corpo de sua contraparte da Terra-838. Enquanto uma feiticeira sobrevivente se sacrifica para destruir o Darkhold e quebrar o feitiço, Wanda força Wong a levá-la ao Monte Wundagore, a fonte do poder do Darkhold.
Usando o poder do Monte Wundagore, Wanda restabelece seu feitiço e possui o corpo de sua contraparte da Terra 838. Ela então invade a sede dos Illuminati e mata a maioria deles enquanto Strange e Chavez escapam com a ajuda da cientista dos Illuminati, Christine Palmer. O trio entra no espaço entre os universos para encontrar o Livro dos Vishanti, a antítese do Darkhold, mas Wanda aparece e assume a mente de Chavez, usando seus poderes para enviar os outros para um universo destruído por incursões e destruir o Livro dos Vishanti.
Na Terra-616, Wanda começa o feitiço para tirar os poderes de Chavez, mas é confrontada e luta contra Strange até que Chavez envia Wanda de volta à Terra-838, onde ela vê Billy e Tommy recuarem com medo e chorarem por sua mãe verdadeira. Wanda, livre da influência do Darkhold, usa seus poderes para destruir o Monte Wundagore, destruindo todas as cópias do Darkhold em todo o multiverso, aparentemente se sacrificando no processo.

## Versões alternativas

### What If...?

#### Wanda Zombie
Em um 2018 alternativo, Wanda está entre os Vingadores que são infectados por um vírus quântico, transformando-se em zumbi. Ela é então levada por Visão para Camp Lehigh, onde ele tenta curá-la com a Joia da Mente. Depois que ela é descoberta por Barnes, Wanda se liberta e ataca um grupo de sobreviventes, matando Kurt e Okoye antes de se envolver em uma luta contra o Hulk.
Algum tempo depois, o Doutor Estranho Supremo transporta os zumbis para o universo em que os Guardiões do Multiverso estavam, com a intenção de usar Wanda como uma distração para Ultron. Wanda ataca Ultron, mas é morta depois que Ultron usa todo o poder das Joias do Infinito para destruir o planeta.

### Multiverse of Madness

#### Wanda da Terra-838
Na Terra-838, Wanda vive uma vida suburbana com Billy e Tommy antes que sua contraparte da Terra-616 a possua para perseguir America Chavez que escapou para seu universo. Seu corpo é usado por sua contraparte para atacar a sede dos Illuminati e viajar para o espaço entre os universos onde ela envia Chavez de volta à Terra-616. Depois que Wanda da Terra-616 libera sua posse, ela retorna para sua casa. Depois, ela foi atacada por Wanda da Terra-616 novamente enquanto tentava proteger seus filhos.

## Poderes e habilidades
Wanda é uma feiticeira nascida naturalmente com a capacidade de aproveitar a magia do caos, normalmente apresentando-se em telecinese, telepatia e manipulação/projeção de energia. Sua magia também é capaz de alterar a realidade. As habilidades psiônicas de Wanda foram posteriormente aprimoradas pela exposição experimental à Joia da Mente.
Em Avengers: Age of Ultron, os poderes de Wanda são principalmente telecinéticos e semi-telepáticos, ocasionalmente envolvendo-se em hipnose induzindo imagens de pesadelo nas cabeças de quatro Vingadores. Ela também exibe momentos de projeção de energia, incluindo lançar raios de energia, criar campos de força para proteger a si mesma e aos cidadãos Sokovianos e eliminar um exército de drones de Ultron com uma onda de energia. No novo Complexo dos Vingadores depois, ela é vista levitando brevemente.
Em Capitão América: Guerra Civil, os poderes de Wanda avançaram e sua telecinesia é forte o suficiente para deixá-la segurar os escombros de um prédio em queda, bem como voar por breves períodos de tempo. Seus poderes permitem que ela, em uma luta com o Visão , manipule à força sua densidade controlando a Joia da Mente.
Em Avengers: Infinity War, Wanda tem um controle significativamente melhor sobre sua capacidade de voar. Visão explica que devido aos poderes de Wanda estarem ligados à Joia da Mente, ela é capaz de usar seus poderes para destruí-la. Ela é mostrada para ser capaz de se comunicar telepaticamente com a Pedra quando ela tenta descobrir por que Visão está com dor. Mais tarde, ela sozinha segura Thanos à distância, que já empunhava cinco Joias do Infinito, enquanto simultaneamente destruía a Joia da Mente.
Em sua breve aparição em Avengers: Endgame, os poderes de Wanda são fortes o suficiente para incapacitar telecineticamente Thanos até que ele interrompa seus esforços ordenando um bombardeio no campo de batalha.
Em WandaVision explora a capacidade de Wanda de distorcer a realidade como sua contraparte cômica. Depois de ser oprimida pela dor após a morte de Visão, Wanda libera ondas de magia do caos que acidentalmente cria umcampo de força CMBR reforçado (conhecido como " The Hex ") sobre a cidade de Westview, Nova Jersey, reescrevendo tudo e todos dentro para fazer parte de sua própria realidade ficcional que se apresenta como um seriado de televisão. A reescrita ocorre em um nível molecularnível, o que significa que seus poderes permitem que ela manipule moléculas. Isso é uma surpresa para Darcy Lewis, Jimmy Woo e Monica Rambeau, já que se pensava que o conjunto de poder anterior de Wanda era limitado a ilusões. Darcy informa a Rambeau que seu DNA foi reescrito molecularmente depois que ela passou pelo campo CMBR várias vezes, eventualmente concedendo a Rambeau habilidades sobre-humanas relacionadas à luz.
A história de Wanda é posteriormente explorada, revelando que Wanda nasceu uma bruxa e, sem saber, se envolveria em magia hexadecimal básica quando criança, incluindo sem saber usar um hexágono de probabilidade para transformar um míssil das Indústrias Stark em um fracasso e salvá-la e Pietro depois que um inicial foi morto. os pais dela. Os dois não sabiam que isso era por causa da magia de Wanda. Depois que Hydra experimentou nela com a Joia da Mente, seus poderes foram bastante aprimorados. Agatha diz a Wanda que ela é a única pessoa capaz de se envolver na magia do caos, tornando-a a infame e mítica Feiticeira Escarlate.
Quando Wanda começa a lutar contra Agatha, ela começa a explorar a extensão de suas verdadeiras habilidades, manifestando pela primeira vez habilidades mágicas como teletransporte, lançamento de runas e absorção de poder, com suas explosões de energia também se tornando mais concentradas. Depois de recuperar seus poderes, ela tem um controle significativamente melhor sobre sua magia, sendo capaz de manipular conscientemente a realidade com facilidade, como alterar instantaneamente suas roupas em seu uniforme e reverter Agatha de volta para 'Agnes', desta vez verdadeiramente sob sua vontade. Wanda é mostrada mais tarde levando uma vida isolada em um local remoto, simultaneamente usando projeção astral para estudar o Darkhold, agora em sua posse.

## Diferença dos quadrinhos

### Nos quadrinhos
Até 2021, Magneto e outros personagens da franquia X-Men não foram introduzidos no UCM porque a Marvel Studios não possuía os direitos dos X-Men até o início de 2019 e, portanto, nenhuma menção foi feita à representação tradicional de Wanda como filha de Magneto.
Além disso, os gêmeos Maximoff foram retratados como personagens ciganos na Marvel Comics desde 1979. Eles eram etnicamente ambíguos nos primeiros 15 anos de sua história de publicação, após o que foram adotados e criados por um casal cigano. Mais tarde foi revelado que seu pai biológico era Magneto e sua mãe era Magda Eisenhardt, uma mulher cigana que ele conheceu em um campo de concentração durante a Segunda Guerra Mundial. Um retcon posterior mostra que Magneto não era seu pai, afinal, e eles não são mutantes. A mãe deles era na verdade Natalya Maximoff, a irmã biológica do pai adotivo dos gêmeos. Ela passou o título de "A Feiticeira Escarlate" para sua filha, e supõe-se que o pai biológico também seja da comunidade cigana. Isso torna os gêmeos totalmente Romani por sangue.

### Universo Cinematográfico Marvel
Wanda no UCM inicialmente "possui um conjunto de poderes drasticamente diferente de sua contraparte de quadrinhos", tendo sido descrita menos como uma portadora de magia real e mais como "uma análoga de Jean Grey, dotada de poderes telepáticos e telecinéticos", com suas habilidades no UCM sendo derivadas, pelo menos em parte, de experimentos nos quais ela foi exposta à Joia da Mente.[carece de fontes?]
Em WandaVision, no entanto, Wanda é revelada como uma poderosa feiticeira, a única atualmente capaz de manejar a magia do caos. A série explora sua capacidade de manipular a realidade como sua contraparte cômica. Embora seja mantido que suas habilidades emergiram da Joia da Mente, no UCM ela é recontada por possuir a habilidade latente de exercer Magia do Caos desde o nascimento, e a Joia da Mente simplesmente desbloqueou essas habilidades adormecidas e seu subsequente uso persistente de telecinese básica, telepatia e hipnose eram aparentemente um resultado involuntário da mesma fonte mágica única.

## Recepção
Após o lançamento de Avengers: Endgame, Rachel Leishman, do "site geek" feminista The Mary Sue, escreveu que Wanda "não é a mais desenvolvida dos personagens porque ela é muitas vezes ligada a um personagem masculino e muito raramente faz qualquer coisa além de matar pessoas acidentalmente", mas que Avengers: Infinity War forneceu "a Wanda que entende sua colocação entre os Vingadores e suas habilidades", e por Endgame, Wanda está "assumindo sua posição como uma das novas líderes dos Vingadores". Uma crítica da Vulture da minissérie de televisão subsequente, WandaVision, afirmou que "os personagens de Olsen e Bettany foram frequentemente tratados como aquecedores de bancada em uma equipe de estrelas nos filmes dos Vingadores. Aqui, eles realmente brilham". NPR opinou que a personagem é "um produto de experimentação confuso e aflito, sobrecarregada com poderes que ela não entende e luta para controlar, tornando-se a Feiticeira Escarlate — uma das figuras mais poderosas do Universo Cinematográfico Marvel".